# Vilma
Vilma je ženské křestní jméno. Podle českého kalendáře má svátek 7. ledna.
Jméno je ženskou variantou Viléma. Je německého původu a znamená zhruba „mou helmicí, či ochranou, je má vůle nebo přání“. Jeho delší varianta je Vilhelmína. Další kratší podobou jména je Mína a Willa.
Zdrobnělina Mina znamená ryba v Sanskrtu.

## Domácké podoby
Vilminka, Mína, Vilmina, Wily, Vilemínka, Vilemína, Vilinka, Vilík, Vilunka, Vilmuška, Viluška, Vilča, Minínka, Vilmička, Vili

## Statistické údaje
Následující tabulka uvádí četnost jména v ČR a pořadí mezi ženskými jmény ve srovnání dvou roků, pro které jsou dostupné údaje MV ČR – lze z ní tedy vysledovat trend v užívání tohoto jména:
| Rok  | Četnost       | Pořadí       |
| 1999 | 2 149         | 161.         |
| 2002 | 2 078         | 163.         |
| 2006 | 1 942[zdroj?] | 177.[zdroj?] |
| 2016 | 1 737         | 340.         |

## Známé nositelky jména
- Vilma Cibulková – česká herečka
- Vilma Kadlečková – česká spisovatelka
- Vilma Matulić, ředitelka Muzea Starého Gradu a fotografka

## Nositelky jmen Billie, Willa
- Willa Cather – americká spisovatelka
- Willa Fitzgerald – americká herečka
- Willa Holland – americká herečka
- Billie Holiday – americká jazzová zpěvačka
- Billie Jean King – americká tenistka
- Billie Piper – britská herečka

## Fiktivní Vilmy
- Vilma Krausová – fiktivní postava z filmu Pelíšky